# Pozitivism

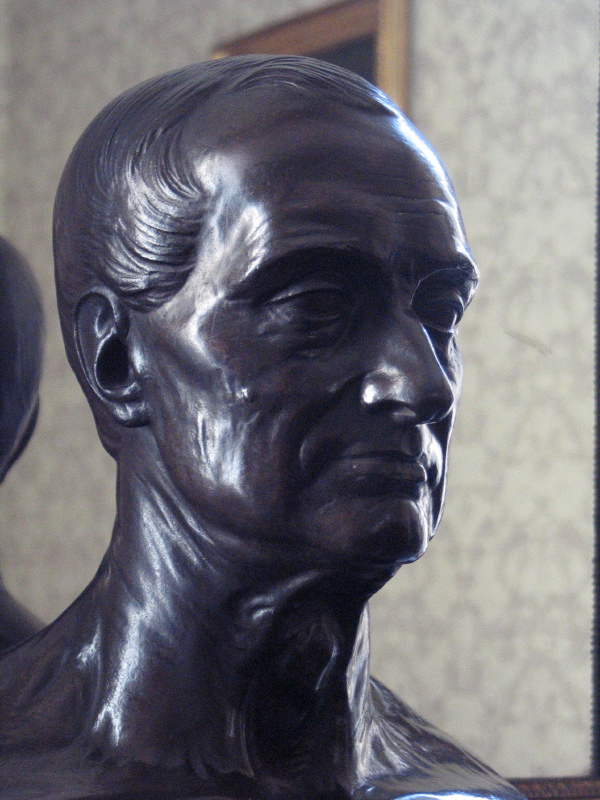
Auguste Comte

Pozitivismul este un curent filozofic a cărui teză principală este că singura cunoaștere autentică este cea științifică, iar aceasta nu poate veni decât de la afirmarea pozitivă a teoriilor prin aplicarea strictă a metodei științifice.
Datele verificate (fapte pozitive) primite de la simțuri sunt cunoscute ca dovezi empirice; astfel pozitivismul se bazează pe empirism.
Pozitivismul susține de asemenea că societatea, la fel ca lumea fizică, operează conform legilor generale. Cunoașterea introspectivă și intuitivă este respinsă, la fel ca și metafizica și teologia, deoarece pretențiile metafizice și teologice nu pot fi verificate de experiența simțurilor. Deși abordarea pozitivistă a fost o temă recurentă în istoria gândului occidental, abordarea modernă a fost formulată de filosoful Auguste Comte la începutul secolului al XIX-lea. Comte a argumentat că, la fel cum lumea fizică operează în funcție de gravitate și de alte legi absolute, societatea și-a dezvoltat în continuare pozitivismul într-o Religie a umanității.

## Etimologie
Substantivul englez pozitivism a fost reimportat în secolul al XIX-lea din cuvântul francez positivisme, derivat din positif în sensul său filosofic de "impus pe minte prin experiență". Adjectivul corespunzător (latin positīvus) a fost folosit într-un sens similar pentru a discuta despre lege (legea pozitivă în comparație cu legea naturală) din vremea lui Chaucer.

## Reprezentanți
- Prima fază. A apărut în anii '30 ai secolului al XIX-lea, reprezentanții principali fiind Auguste Comte, Herbert Spencer și John Stuart Mill.
- Faza a doua. A apărut la sfârșitul secolului XIX - începutul secolului XX, în legatură cu marile descoperiri din fizică, principalii reprezentanți fiind Ernst Mach și Richard Avenarius.
- Faza a treia, sau neopozitivismul a apărut în anii '20 ai secolului XX, reprezentanții principali fiind Bertrand Russell, Alfred North Whitehead și Ludwig Wittgenstein.